# Calcio Forlì 1995-1996
Questa pagina raccoglie le informazioni riguardanti il Calcio Forlì nelle competizioni ufficiali della stagione 1995-1996.

## Stagione
Nella stagione 1995-1996 il Forlì disputa il girone B del campionato di Serie C2, raccoglie 43 punti con l'undicesimo posto della classifica, guadagnando una tranquilla permanenza nella categoria. Quindi si è rivelata azzeccata la scelta del tecnico Franco Bonavita, non tanto per il tranquillo campionato dei galletti, chiuso in crescendo, ma per l'impresa compiuta nella Coppa Italia dove il Forlì ha scritto una delle pagine più gloriose di tutti i tempi, al Morgagni in Coppa Italia, cadono prima il Foggia (1-0), un team di Serie B, poi il Piacenza, formazione di Serie A (5-4) ai rigori, dopo l'(1-1) dei tempi regolari. Negli ottavi di finale il 25 ottobre 1995 il Forlì incrocia i tacchetti con il Milan di Fabio Capello, di Franco Baresi e di Paolo Maldini, in uno Stadio Dino Manuzzi di Cesena esaurito, davanti a 25.000 tifosi, molti dei quali forlivesi, con 650 milioni di lire d'incasso. I rossoneri si sono imposti (0-2). A quella storica sfida non ha partecipato il capitano Alberto Calderoni, per una sua rara squalifica. Al termine del confronto Bonavita ed i galletti, sono stati festeggiati e ringraziati dai tifosi, in un vortice di bandiere biancorosse. Nella Coppa Italia di Serie C i biancorossi entrano in scena nel terzo turno eliminando il Carpi, negli ottavi di finale, escono dal torneo nel doppio confronto con il Ravenna.

## Rosa
| N. |                   | Ruolo | Calciatore           |
| -- | ----------------- | ----- | -------------------- |
|    | Italia (bandiera) | C     | Massimo Andreotti    |
|    | Italia (bandiera) | D     | Marco Babini         |
|    | Italia (bandiera) | A     | Davide Belletti      |
|    | Italia (bandiera) | D     | Alberto Calderoni    |
|    | Italia (bandiera) | C     | Michele Cazzarò      |
|    | Italia (bandiera) | D     | Samuele Conficconi   |
|    | Italia (bandiera) | A     | Gianluca D'Alessio   |
|    | Italia (bandiera) | C     | Ivan Degli Innocenti |
|    | Italia (bandiera) | D     | Gianni Flamigni      |
|    | Italia (bandiera) | D     | Alessandro Gurioli   |
|    | Italia (bandiera) | D     | Sandro Macerata      |
|    | Italia (bandiera) | P     | Carlo Magnani        |

| N. |                   | Ruolo | Calciatore        |
| -- | ----------------- | ----- | ----------------- |
|    | Italia (bandiera) | C     | Fabio Medri       |
|    | Italia (bandiera) | C     | Giuseppe Misso    |
|    | Italia (bandiera) | C     | Aureliano Modesti |
|    | Italia (bandiera) | C     | Francesco Monaco  |
|    | Italia (bandiera) | A     | Andrea Orlandi    |
|    | Italia (bandiera) | D     | Enrico Paggio     |
|    | Italia (bandiera) | C     | Marco Prati       |
|    | Italia (bandiera) | P     | Marco Roccati     |
|    | Italia (bandiera) | C     | Roberto Rossi     |
|    | Italia (bandiera) | C     | Emiliano Salvetti |
|    | Italia (bandiera) | C     | Franco Turchetta  |
|    | Italia (bandiera) | A     | Stefano Turchi    |

## Risultati

### Campionato

#### Girone di andata
| Arbitro: | Galigani (Perugia) |

|                                 |           |                     |
| Figaia 63’ Moschetti 71’ (rig.) | Marcatori | 75’ (rig.) Belletti |

| Forlì 10 settembre 1995 2ª giornata | Forlì           | 0 – 0 | Rimini | Stadio Tullo Morgagni\| Arbitro: \| Bianchi (Prato) \| |
| Arbitro:                            | Bianchi (Prato) |       |        |                                                        |

| Arbitro: | Soffritti (Ferrara) |

|  |           |            |
|  | Marcatori | Paggio 77’ |

| Arbitro: | Mulonia (Reggio Calabria) |

|                       |           |                      |
| Misso 19’ Orlandi 35’ | Marcatori | 86’ (rig.) Mantovani |

| Arbitro: | Rosetti (Torino) |

|  |           |                          |
|  | Marcatori | 62’ Colombotti 69’ Marzi |

| Arbitro: | Manari (Teramo) |

|                 |           |            |
| Mucciarelli 67’ | Marcatori | 28’ Turchi |

| Arbitro: | Nicotera (Aprilia) |

|  |           |              |
|  | Marcatori | 21’ Matzuzzi |

| Arbitro: | Saccani (Mantova) |

|                                    |           |  |
| Polesel 1’ (rig.), 23’ Palazzo 90’ | Marcatori |  |

| Arbitro: | Linfatici (Viareggio) |

|                                           |           |  |
| Misso 18’ Belletti 51’, 74’ Turchetta 81’ | Marcatori |  |

| Pesaro 5 novembre 1995 10ª giornata | Vis Pesaro       | 0 – 0 | Forlì | Stadio Tonino Benelli\| Arbitro: \| Papini (Perugia) \| |
| Arbitro:                            | Papini (Perugia) |       |       |                                                         |

| Arbitro: | S. Ayroldi (Salerno) |

|                  |           |                                |
| Orlandi 38’, 40’ | Marcatori | 11’ G.L. Savoldi 52’ Cafferata |

| Arbitro: | Gabriele (Frosinone) |

|                                               |           |  |
| Maranzano 13’ (rig.) Clementini 48’ Costa 78’ | Marcatori |  |

| Arbitro: | Buda (Pescara) |

|             |           |  |
| Cordone 79’ | Marcatori |  |

| Arbitro: | Biasutto (Vicenza) |

|             |           |                      |
| Orlandi 68’ | Marcatori | 89’ (rig.) Zanvettor |

| Arbitro: | Di Cicco (Albano) |

|              |           |  |
| G. Mosca 21’ | Marcatori |  |

| Arbitro: | Malatesta (Terni) |

|                          |           |  |
| Orlandi 25’ Salvetti 82’ | Marcatori |  |

| Arbitro: | D'Agostini (Frosinone) |

|                           |           |                          |
| Bonavina 31’ Pradella 75’ | Marcatori | 28’ Salvetti 82’ Orlandi |

#### Girone di ritorno
| Arbitro: | Cavuoti (Vasto) |

|                         |           |  |
| Andreotti 78’ Misso 82’ | Marcatori |  |

| Arbitro: | Ingenito (Nocera Inferiore) |

|            |           |  |
| Damato 64’ | Marcatori |  |

| Arbitro: | Tullio (Avezzano) |

|              |           |  |
| Belletti 20’ | Marcatori |  |

| Arbitro: | Raccichini (Voghera) |

|                                     |           |  |
| Boninsegna 19’ E. Baggio 52’ (rig.) | Marcatori |  |

| Arbitro: | Pascariello (Lecce) |

|               |           |              |
| Gubellini 13’ | Marcatori | 90’ Salvetti |

| Arbitro: | Perissinotto (Venezia) |

|                  |           |  |
| Misso 22’ (rig.) | Marcatori |  |

| Arbitro: | Pozzi (Como) |

|                                  |           |  |
| Lunerti 74’ S. Protti 90’ (rig.) | Marcatori |  |

| Forlì 10 marzo 1996 25ª giornata | Forlì          | 0 – 0 | San Donà | Stadio Tullo Morgagni\| Arbitro: \| Gazzi (Torino) \| |
| Arbitro:                         | Gazzi (Torino) |       |          |                                                       |

| Arbitro: | Campofiorito (Chiavari) |

|  |           |                                     |
|  | Marcatori | 25’, 54’ Salvetti 72’, 78’ Belletti |

| Arbitro: | Alario (Civitavecchia) |

|                           |           |  |
| Macerata 12’ Salvetti 79’ | Marcatori |  |

| Arbitro: | Sorte (Bergamo) |

|             |           |                                         |
| Peluffo 75’ | Marcatori | 30’ Salvetti 49’ Calderoni 51’ Belletti |

| Forlì 14 aprile 1996 29ª giornata | Forlì             | 0 – 0 | Ternana | Stadio Tullo Morgagni\| Arbitro: \| Cassarà (Palermo) \| |
| Arbitro:                          | Cassarà (Palermo) |       |         |                                                          |

| Arbitro: | Fausti (Milano) |

|                           |           |                          |
| Belletti 45’ R. Rossi 86’ | Marcatori | 54’ Morabito 56’ Bonaldi |

| Arbitro: | Castellani (Verona) |

|                      |           |  |
| Antonello 90’ (rig.) | Marcatori |  |

| Arbitro: | Rotondi (Piombino) |

|  |           |                   |
|  | Marcatori | 74’ (rig.) Manari |

| Arbitro: | Borelli (Roma) |

|              |           |  |
| Rizzioli 59’ | Marcatori |  |

| Arbitro: | Ortu (Cagliari) |

|                           |           |                     |
| Orlandi 45’ Andreotti 90’ | Marcatori | 87’ (aut.) Salvetti |

## Coppa Italia
| Arbitro: | Gronda (Genova) |

|             |           |  |
| Orlandi 31’ | Marcatori |  |

| Arbitro: | Collina (Viareggio) |

|                                          |                      |                                                 |
| Misso 13’                                | Marcatori            | 53’ Caccia                                      |
| Modesti Belletti Cazzarò Babini R. Rossi | Tiri di rigore 5 – 4 | Lorenzini Di Francesco A. Carbone Caccia Corini |

| Arbitro: | Pellegrino (Barcellona Pozzo di Gotto) |

|  |           |                         |
|  | Marcatori | 38’ Di Canio 54’ Eranio |

## Coppa Italia di Serie C
| Arbitro: | Perissinotto (Venezia) |

|                                                           |           |                   |
| Antonioli 34’ Masitto 48’ (rig.) Graziani 69’ Corradi 71’ | Marcatori | 55’, 57’ Belletti |

| Arbitro: | Silvestrini (Macerata) |

|                                  |           |  |
| Misso 24’ Belletti 28’ Medri 88’ | Marcatori |  |

| Arbitro: | Urbano (Carbonia) |

|                      |           |  |
| D'Aloisio 52’ (rig.) | Marcatori |  |

| Forlì 17 gennaio 1996 Ottavi - Ritorno | Forlì             | 0 – 0 | Ravenna | Stadio Tullo Morgagni\| Arbitro: \| Pirrone (Messina) \| |
| Arbitro:                               | Pirrone (Messina) |       |         |                                                          |